# Jakob Ulrich
Jakob Ulrich (Waltalingen, 23 de septiembre de 1856 – Zürich, 5 de septiembre de 1906) fue un profesor y filólogo suizo.

## Biografía
Ulrich estudió lingüística indoeuropea y filología románica en las universidades de Zúrich y de París, donde conoció bien a sus maestros: Gaston Paris y Paul Meyer. En 1879 recibió su doctorado en Zürich, bajo la dirección de Heinrich Schweizer-Sidler con la tesis Die formelle Entwicklung des Participium Praeteriti in den romanischen Sprachen. En 1880 obtuvo su habilitación para enseñar filología románica en la Universidad de Zürich, donde en 1901 obtuvo una cátedra. Después de su muerte, fue sucedido en la universidad por Louis Gauchat.

## Obras
- Rhätoromanische Chrestomathie, 1882 – Raeto-Romance chrestomathy.
- Rhätoromanische texte, 1883 – Raeto-Romance text.
- Altitalienisches lesebuch, XIII. jahrhundert, zusammengestellt, 1886 – Old Italian primer of the 13th century.
- Robert von Blois Sämmtliche Werke; as editor (3 volumes, 1889–95) – Robert de Blois' collected works.
- Französische Volkslieder, 1899 – French folk songs.
- Trubert. Altfranzösischer schelmenroman des Douin de Lavesne; as editor, 1904 – Trubert; Old French picaresque novel of Douin de Lavesne.
- Die hundert alten Erzählungen, 1905 – 100 old narratives.
- Romanische schelmennovellen, 1905 – Romansh picaresque novels.
- Proben der lateinischen Novellistik des Mittelalters, 1906 – Samples of Latin novelistic during the Middle Ages.
- Der engadinische Psalter des Chiampel (as editor, 1906) – The Engadin psalter of Ulrich Campell.